# کیم نام-جو (بازیگر)
کیم نام-جو (کره‌ای: 김남주، انگلیسی: Kim Nam-joo؛ زادهٔ ۱۰ مه ۱۹۷۱) یک بازیگر اهل کره جنوبی است.